# 訃報 1974年5月
訃報 1974年5月（ふほう 1974ねん5がつ）では、1974年（昭和49年）5月中に物故した、又は物故が報じられた人物についてまとめる。

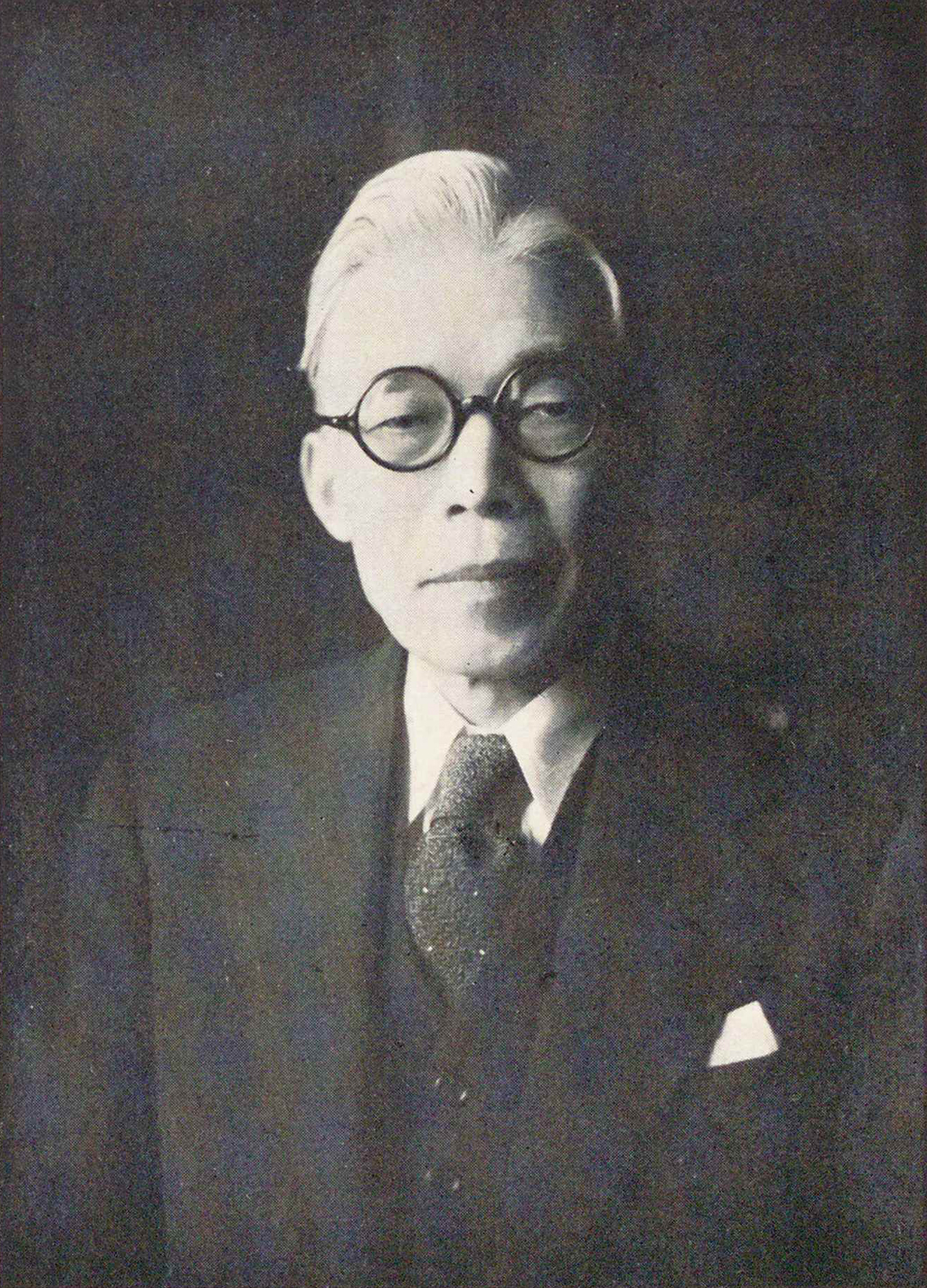
南原繁 / 5月19日没

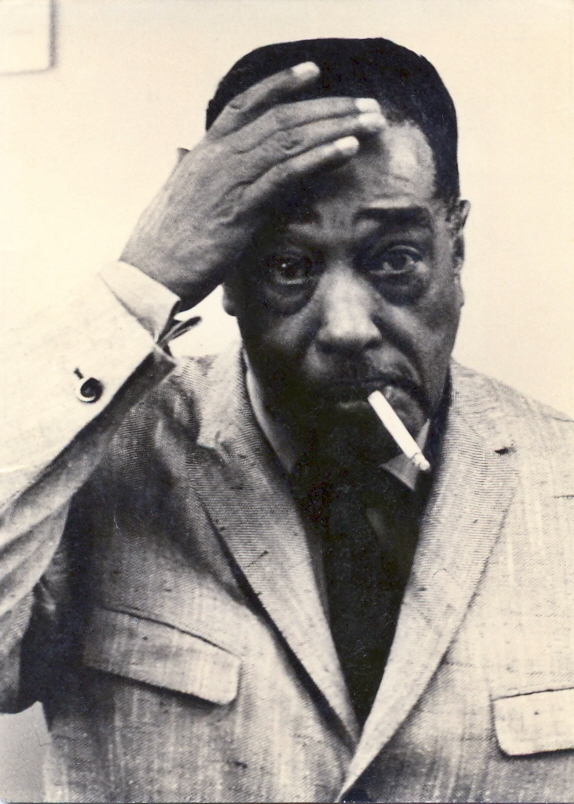
デューク・エリントン / 5月24日没

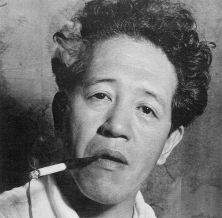
木村伊兵衛 / 5月31日没

## （1日 - 15日）
- 5月1日 - 村松志孝、郷土史家（* 1874年）
- 5月1日 - 伊藤卯四郎、労働運動家・政治家（* 1894年）
- 5月3日 - 信田秀一、児童文学作家（* 1902年）
- 5月5日 - 棚橋諒、建築学者（* 1907年）
- 5月6日 - 東前豊、政治家（* 1893年）
- 5月7日 - 安倍三郎、心理学者（* 1898年）
- 5月7日 - 渡辺俶、政治家（* 1899年）
- 5月8日 - 入江稔夫、水泳選手（* 1911年）
- 5月10日 - 肥田次郎、労働運動家・政治家（* 1906年）
- 5月10日 - 坂本武、俳優（* 1899年）
- 5月12日 - 高木友三郎、経済学者・ジャーナリスト（* 1887年）
- 5月14日 - 外崎千代吉、政治家・衆議院議員（* 1897年）

## （16日 - 31日）
- 5月19日 - 南原繁、東京帝国大学総長・政治学者（* 1889年）
- 5月19日 - 富井清、政治家・医師（* 1903年）
- 5月20日 - 河野百錬、居合道家・剣道家・武道家（* 1898年）
- 5月20日 - 依知川庸治、陸軍軍人（* 1893年）
- 5月20日 - 江熊哲翁、水産技術者・政治家（* 1893年）
- 5月21日 - クロンベルガー・リリー、フィギュアスケート選手（* 1890年）
- 5月21日 - 山内広、労働運動家・政治家（* 1907年）
- 5月22日 - 広瀬久忠、官僚・政治家（* 1889年）
- 5月23日 - 広田栄太郎、国語学者（* 1909年）
- 5月24日 - デューク・エリントン、ジャズピアニスト（* 1899年）
- 5月24日 - 佐藤喜一郎、実業家・銀行家（* 1894年）
- 5月25日 - 石田幹之助、歴史学者・東洋学者（* 1891年）
- 5月26日 - シルビオ・モーザー、レーサー（* 1941年）
- 5月28日 - 中村拓道、政治家（* 1911年）
- 5月29日 - 小峰柳多、政治家・経済評論家（* 1908年）
- 5月30日 - 北条雋八、政治家（* 1891年）
- 5月31日 - 日高忠男、医師・政治家（* 1896年）
- 5月31日 - 岩佐東一郎、詩人（* 1905年）
- 5月31日 - 木村伊兵衛、写真家（* 1901年）